# Flecha Valona 2006
La Flecha Valona 2006 se disputó el miércoles 19 de abril, y supuso la edición número 70 de la carrera. El ganador fue el español Alejandro Valverde. El también español Samuel Sánchez y el neerlandés Karsten Kroon completaron el podio, siendo respectivamente segundo y tercero.

## Clasificación final
| Pos. | Ciclista           | Equipo                         | Tiempo   |
| ---- | ------------------ | ------------------------------ | -------- |
| 1    | Alejandro Valverde | Caisse d'Epargne-Illes Balears | 4h42'45" |
| 2    | Samuel Sánchez     | Euskaltel-Euskadi              | s.t.     |
| 3    | Karsten Kroon      | CSC                            | s.t.     |
| 4    | Fränk Schleck      | CSC                            | s.t.     |
| 5    | Patrik Sinkewitz   | T-Mobile                       | a 3"     |
| 6    | Danilo Di Luca     | Liquigas                       | a 5"     |
| 7    | David Etxebarria   | Liberty Seguros                | a 7"     |
| 8    | Koldo Gil          | Saunier Duval                  | a 10"    |
| 9    | Serguéi Ivanov     | T-Mobile                       | a 12"    |
| 10   | Matthias Kessler   | T-Mobile                       | a 14"    |